# ضمور عضلي أحادي الطرف
الضمور العضلي أحادي الطرف (إم إم إيه) هو شكل نادر من مرض العصبون الحركي، وُصف لأول مرة في اليابان في عام 1959. عادةً ما تظهر أعراضه بعد سنتين من طفرة النمو في سن المراهقة وينتشر عند الذكور بشكل ملحوظ (متوسط عمر بدء الأعراض، 15 إلى 25 سنة). يُلاحظ «إم إم إيه» بشكل متكرر في آسيا لكنه ذو انتشار عالمي. يميز نموذجيًا ببدء مخاتل للضمور العضلي في أحد الطرفين العلويين، الذي يستقر في غضون سنتين إلى خمس سنوات دون تحسن أو تفاقم. لا يترافق المرض مع الألم أو فقدان الحس. ولا يُعتقد أنه وراثي.
أخذ كل من اسم الاضطراب إلى جانب أسبابه الممكنة في التطور منذ ظهوره الأول في عام 1959. يُعتقد بشكل شائع أن الحالة تنشأ عن انضغاط العمود الفقري الرقبي اللامتناظر الذي يسببه كيس الجافية الرقبي، خاصةً عندما تكون الرقبة منحنية. ومع ذلك، يُعتبر المرض غير شائع ويختلط تشخيصه مع العديد من تقارير المرض غير النمطية.

## السبب
ينشأ العجز عن اختلال وظيفة الخلايا القرنية الأمامية في النخاع الرقبي السفلي (أسفل الرقبة)، لكن ما يزال سبب هذا التدهور غير مفهوم تمامًا إذ يُعتبر غير معروف.
يعتقد الباحثون بمن فيهم هيراياما أن «الانزياح الأمامي لكيس الجافية الرقبي والتسطح الضاغط للنخاع الرقبي السفلي خلال انحناء الرقبة» من العوامل المساهمة في حدوث المرض. أشارت الدراسات بشكل مستمر إلى فقدان الانحناء الرقبي الطبيعي (قعس رقبي) وانضغاط النخاع الرقبي بسبب كيس الجافية في الانحناء الأمامي.
«يوجد جدل حول ما إذا كانت هذه الحالة شكلًا بؤريًا من تنكس «إل إم إن» الأولي (أي شكلًا بؤريًا من ضمور العضلات نخاعي المنشأ) أو نتيجة موضعية لانضغاط مزمن في امتداد الجافية في الفقرات الرقبية».
لوحظ وجود رابط عائلي في نسبة ضئيلة من الحالات، بما في ذلك والد-ابن وشقيق-شقيق. نظرًا إلى التوزع غير المعتاد للمرض، يرجح بعض الباحثين وجود رابط عرقي.

## التدبير
لا يوجد علاج لمرض «إم إم إيه» في وقتنا الحاضر. يتراوح تأثيره على الفرد ما بين الحد الأدنى والهام اعتمادًا على امتداد الضعف. تشمل المعالجات الفيزيائية والمهنية تمارين تقوية العضلات وتدريبات تناسق اليد. يُنصح باستخدام طوق الرقبة المبكر بشكل متزايد بهدف منع حدوث ضغط أكبر على النخاع الشوكي الرقبي. نجحت الجراحة الفقرية على المرضى الذين يظهرون أعراضًا متقدمة، لكنها ما تزال تجريبية.

## الوبائيات
يُبلغ عن «إم إم إيه» بشكل متكرر في آسيا، مع دراسات شملت بضعة مئات من الأفراد في اليابان والصين والهند؛ بينما يظهر في أمريكا الشمالية وأوروبا بشكل أقل شيوعًا. وُصف المرض (الاضطراب) لأول مرة بوساطة كيزو هيراياما في عام 1959 «كضمور عضلي شبابي في طرف علوي واحد». في عام 1984، قدم جوري ديفي (وآخرون) مصطلح «الضمور العضلي أحادي الطرف». يصيب المرض بشكل أساسي (لكن ليس حصرًا) الذكور اليافعين (بعمر 15 إلى 25 سنة). بحلول عام 2014، كان عدد الحالات التي وُصفت أقل من 1500 حالة، بدءًا من مرضى دراسة هيراياما في عام 1959. يرتفع انتشار الحالة في آسيا بشكل غير متناسب لكن لم يُعثر على سبب قاطع لذلك. حتى الآن، شملت أكبر الدراسات المسجلة اليابان (333 حالة)، والهند (279 حالة) والصين (179 حالة).

## روابط خارجية
- monomelic_amyotrophy على موقع المعهد الوطني للاضطرابات العصبية والسكتة الدماغية (NINDS)